# Damao Shan
Damao Shan är ett berg i Kina. Det ligger i provinsen Jiangxi, i den sydöstra delen av landet, omkring 190 kilometer öster om provinshuvudstaden Nanchang. Toppen på Damao Shan är 768 meter över havet.
Runt Damao Shan är det ganska tätbefolkat, med 239 invånare per kvadratkilometer. Närmaste större samhälle är Longtoushan, 8,0 km öster om Damao Shan. I omgivningarna runt Damao Shan växer i huvudsak blandskog.
Genomsnittlig årsnederbörd är 2 757 millimeter. Den regnigaste månaden är juni, med i genomsnitt 493 mm nederbörd, och den torraste är oktober, med 41 mm nederbörd.